# Dendropodola transitionalis
Dendropodola transitionalis är en djurart som tillhör fylumet bukhårsdjur, och som beskrevs av Hummon, Todaro och Ezio Tongiorgi 1993. Dendropodola transitionalis ingår i släktet Dendropodola och familjen Dactylopodolidae. Inga underarter finns listade i Catalogue of Life.